# I Wanna Be Somebody
I Wanna Be Somebody è il secondo singolo degli W.A.S.P.
Registrata nel 1984, la canzone è stata pubblicata per la prima volta nell'album W.A.S.P.. Rimasta famosa come uno dei maggiori successi del gruppo, I Wanna Be Somebody, nello stesso anno della sua pubblicazione, ottenne la possibilità di diventare un video musicale, il primo della carriera della band.

## Tracce
1. I Wanna Be Somebody – 3:43
2. Tormentor – 4:10

## Formazione
- Blackie Lawless - voce, basso
- Randy Piper - chitarra
- Chris Holmes - chitarra
- Tony Richards - batteria